# Alonso Álvarez de Pineda
Alonso Álvarez de Pineda (Aldeacentenera, 1494 – 1519) è stato un esploratore e cartografo spagnolo.
Fu il primo europeo a vedere il fiume Mississippi e la costa nord del Golfo del Messico negli Stati Uniti, e la sua mappa è il primo documento attestato della storia del Texas.

## Spedizione
Gli spagnoli credevano che ci dovesse essere un collegamento via mare tra il golfo del Messico e l'Asia. Nel 1517 e 1518 Antón de Alaminos condusse diverse spedizioni per tracciare mappe della costa del golfo messicano, dalla penisola dello Yucatán al Rio Panuco, poco più a nord di Veracruz. Juan Ponce de León aveva già tracciato alcune mappe inerenti parti della Florida, inizialmente creduta essere una isola. La spedizione di Alaminos eliminò le parti occidentali del presunto passaggio, lasciando inesplorate le terre tra il Rio Panuco e la Florida.
Alaminos convinse il governatore della Giamaica, Francisco de Garay, a finanziare una spedizione per cercare di esplorare le parti rimanenti del Golfo. Garay mise quattro navi sotto il comando di de Pineda. Pineda lasciò la Giamaica all'inizio del 1519 seguendo la costa nord del golfo. Dopo aver raggiunto la costa ovest della Florida del Sud tentò di partire verso est, trovando però vento contrario. Pineda decise di partire verso ovest, dalle isole Florida Keys per esplorare la costa del golfo.
Il 2 giugno 1519 Pineda diventò il primo europeo a vedere il fiume Mississippi, il quale gli diede il nome Espíritu Santo. Alvarez de Pineda continuò il viaggio verso ovest. Non esiste una prova solida del fatto che fosse sbarcato sulle spiagge dell'odierno Texas, ma è noto che la sua nave lasciò l'ancora a Villa Rica de la Vera Cruz poco dopo la partenza di Hernán Cortés. Cortés ritornò quando venne a sapere della venuta di Pineda; Pineda voleva stabilire un accordo per separare le terre acquisite per conto del governatore Garay da quelle di Cortés; tuttavia Cortés rifiutò l'accordo e Pineda partì di nuovo per rintracciare la sua strada verso nord. Poco tempo dopo partì navigando il fiume che chiamò Las Palmas, dove passò più di 40 giorni a riparare le proprie navi. Il fiume Las Palmas era quasi certamente il Rio Panuco.
La spedizione rese possibile l'esplorazione del resto dei confini del golfo del Messico, confermando che non esistesse alcun passaggio via mare per l'Asia; la Florida venne catalogata come penisola.

## Morte
Dopo aver completato le riparazioni alle navi, Pineda ritornò in Giamaica mostrando a Garay una mappa che rappresentava l'intera costa del Golfo "in proporzioni più o meno accurate". Lo storico Robert Weddle crede che Pineda e molti dei suoi uomini rimasero in quelle zone come coloni. Nel gennaio 1520, Diego de Camargo partì via mare dalla Giamaica per portare rifornimento alla colonia presso il Panuco. Al suo arrivo vide una tribù di Huaxtechi che stavano attaccando il villaggio di coloni; riuscì a salvare 60 persone ma i restanti, tra cui Pineda, vennero uccisi.